# 이탈리아의 미술

모나리자

이탈리아 미술은 이탈리아에서 발생한 미술을 말한다. 영국, 프랑스에 왕권이 신장되고 있던 시대에 독일과 함께 이탈리아는 분열 상태가 계속되었고 남부에 나폴리 왕국, 중부에 로마 교황령, 북부에서는 제후령 외에 십자군 이후 동방 무역으로 이익을 거둔 도시가 주변 농촌까지도 지배하에 두고 도시국가로 번영하고 있었다. 베네치아 공화국, 제노바 공화국, 피렌체 공화국 등 북부 이탈리아의 도시 공화국을 무대로 부유한 상인층을 기수로 하여 이탈리아 르네상스는 전개된다.
이탈리아는 당시 동방 무역을 통해서 이슬람의 문화나 고대와 고전의 학문·예술 등이 유입되고 있었으며, 고대 로마의 고지(故地)로서 유적·유물에 접하는 기회가 풍부했다. 유럽 중세의 신에 대해 고대 그리스·로마의 인간이 대치되어 피안적(彼岸的)이 아니고 차안적(此岸的)·개인주의적이며 현실주의적인 생의 약동에 찬 문화가 시민계급에 의해 이 곳에서 창조되기에 이르렀다. 이 시기 미술 세계에서는 지오토(1266?-1337)에서 시작해 보티첼리(1445-1510)를 거쳐 다빈치, 라파엘로, 미켈란젤로의 3대 천재가 출현하여 전성기 르네상스의 꽃을 피웠다.

## 이탈리아 르네상스

### 초기
알베르티, 브루넬레스키가 건축에서, 그리고 기베르티, 도나텔로가 조각에서 이룬 새로운 방향으로의 전환이 회화에 있어서는 마사초에 의해 이루어졌다. 바사리의 열전(列傳)에 기술된 것처럼, 그가 프레스코화를 그린 피렌체에 있는 카르멜회 산타 마리아 델 카르미네 교회는 많은 르네상스 화가들의 수업의 도장이 되었다. 한편 북이탈리아의 파도바와 베로나는 계속하여 베네치아에게 정복당하여 신문화와 연결이 되지만 처음에는 오히려 위의 두 도시가 능동적이었다. 총독 저택을 장식한 젠틸레 다 파브리아노의 뒤를 이어서 피사넬로는 국제적인 고딕 양식을 베네치아에 가지고 가서, 우아한 성모자(聖母子), 공상적인 의상, 우화동물 등 장식 문양적인 표현이 북이탈리아에 퍼졌다. 그러나 마솔리노와 같은 화가가 베네치아에 체재하여 신경향의 양식도 전했던 것이다. 필리포 리피, 우첼로, 카스타뇨 등 피렌체의 화가들은 북이탈리아에서 한때 활동을 하였으며 특히 조토가 파도바의 아레나 예배당에 프레스코화를 그렸고(1306), 도나텔로가 그곳에 10년간(1443∼53) 체재하여 산토의 주제단(主祭壇)과 ⟪가타멜라타 장군 기마상(騎馬像)⟫을 제작한 일은 마사초에 이어서 초기 르네상스의 중요한 화가인 만테냐에게 적잖은 자극이 되었다

### 피렌체파

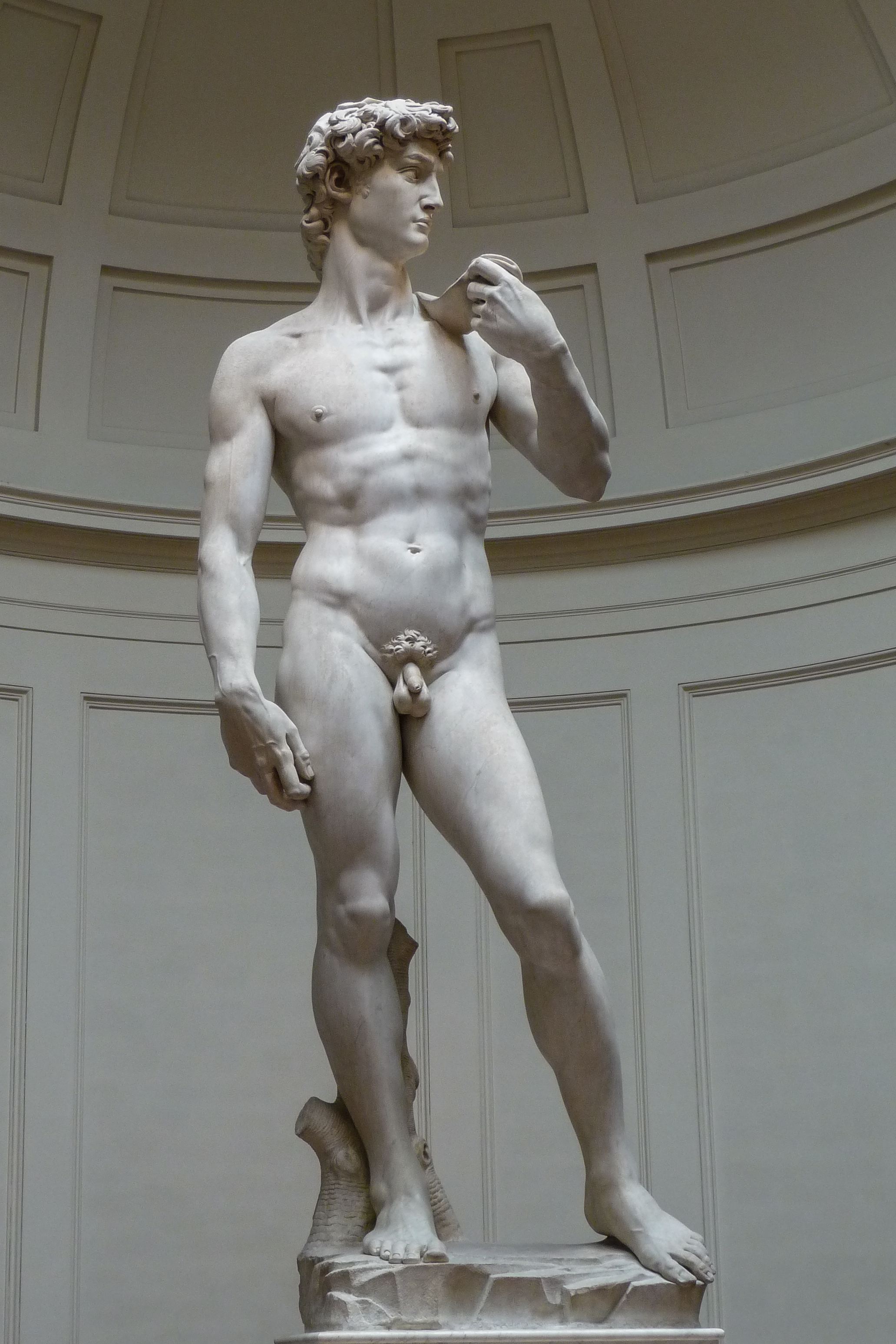
미켈란젤로, 《다비드》, 1501-1504

이탈리아의 피렌체를 중심으로 하여 14세기로부터 16세기에 걸쳐 르네상스 미술의 주류를 이룬 건축·조각·회화의 유파. 특히 회화에서는 주지적 합리주의(主知的合理主義)·조형적 형태주의(造形的形態主義)가 그 특징이다. 주제에 관련이 있는 것만을 단순화하고, 또 이를 극적으로 묘사함으로써 ‘공간구성은 화면 안의 통일이다’라는 고딕과는 다른 형식의 회화를 만들어냈다. 이 전통은 장식적인 시에나파와 대립하여 14세기 이탈리아 회화의 2대 조류를 이루었다. 한때 시에나파의 영향을 받아 장식적인 것이 되었으나, 마사초, 브루넬레스키 등의 투시도적 수법과 도나텔로의 조형적 성과를 도입한 다음부터는 회화적 현실의 표현에 신천지를 개척하였다. 피렌체파의 사실적 성과는 메디치가의 번영에 힘입어 르네상스 회화 발전의 주류가 되었다. 이 자연주의(自然主義)는 1400년대 예술의 주류가 되었으며, 자연과학의 발흥과 더불어 인체묘사·운동묘사·풍경묘사 등에서 새로운 국면이 열리게 되었다. 1500년대에는 이상주의적 경향이 강해지는데, 보티첼리는 만년에 이르러 이러한 경향을 보여주었으며, 레오나르도 다빈치도 사실주의를 완성하면서부터 주관적 정신내용을 그 속에 표현하였다. 미켈란젤로는 강인한 인체 표현 속에 인간의 정신적 고뇌를 표현하였는데, 그 초월적 방향으로써 피렌체파의 최종적 단계를 장식하였고, 바로크 양식의 선구자가 되었다.

### 베네치아파
조르조네는 조반니 벨리니 이래 색채를 구사하여 특이한 화풍을 세운 베네치아파를 한층 더 발전시켰다. 요절한 그에 관하여는 알려진 게 거의 없다. 수수께끼에 싸인 《태풍》(1505？)은 폐허가 된 어느 조용한 촌락을 배경으로 하여, 바른쪽 잔디 위에서 젖을 물린 나체의 부인이 앉아 있고 왼쪽 끝에 젊은 병사가 서 있다. 때마침 구름은 낮게 깔려 있으며 번개마저 번쩍인다. 이것은 플리니우스가 말한 것처럼 페아레스(그리스의 화가)는 어느 누구든 그릴 수 없는 것 즉 태풍을 그렸다고 하는, 고대의 기록에 대한 도전이라 여겨진다. 그의 《잠자는 비너스》는 밝은 광채 아래 풍만한 미를 드러내어 놓고, 그리스의 조각가도 미치지 못하는 관능미를 현실화하고 있다.

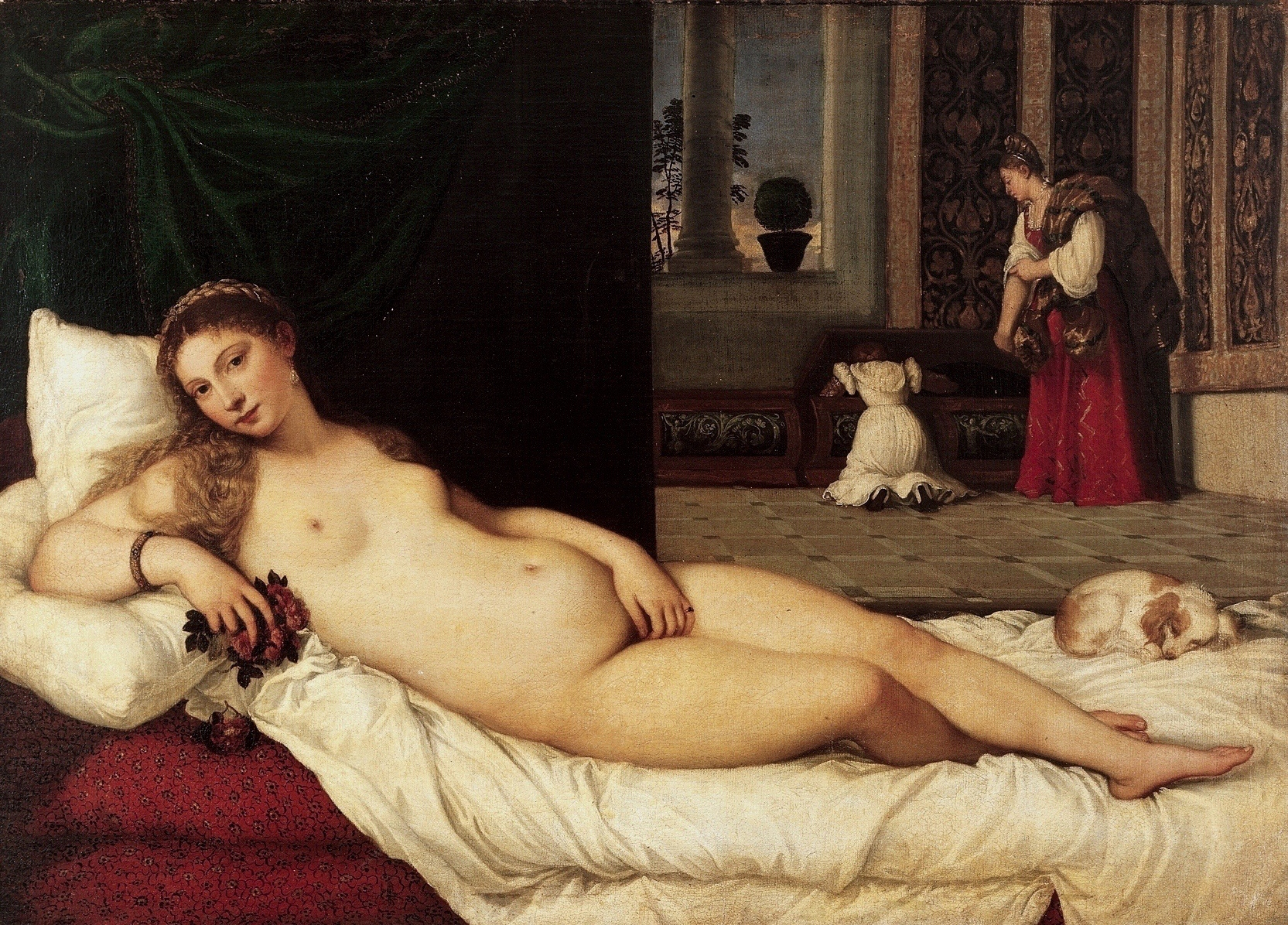
티치아노, 《우르비노의 비너스》, 1538

베네치아파 최고의 화가라고 칭송받는 티치아노는 처음엔 젠틸레, 이어서 조반니 벨리니의 제자가 되어 동문인 조르조네의 영향을 크게 받았다. 세바스티아노가 로마로 떠나고 스승인 조반니가 죽은 뒤에 그는 베네치아 화단을 지배하게 되었다. 《우르비노의 비너스》(1538？)는 조르조네의 평온한 정원의 정서를 베네치아 시민의 실내로 바꾸어, 한층 더 화려한 색채의 음악적 표현을 더하고 있다. 프레스코화에 맞지 않는 항구인 베네치아에서는 비잔티움의 광채육리(光彩陸離)한 모자이크가 애호되었는데, 이 시대에는 북방에서 전래한 유채화법이 베네치아에서 채용되어 회화사상 일대 전기(轉機)를 가져오게 하였다

### 후기
1520년 라파엘로가 전년에 죽은 레오나르도의 뒤를 따라 타계함으로써 드디어 성기(盛期) 르네상스라고 하는 짧은 황금시대는 종막을 고한다. 피렌체의 여광(餘光)은 프라 바르톨로메오와 안드레아 델 사르토가 계승했다. 전자의 대표작 《피에타》(1510？)는 정적의 땅거미 속에 연출되는 애수(哀愁)의 무언극이며 경건한 도메니코회 수도화가의 기원이 스며 있다. 후자는 《하르파에스의 성모》(1517)와 《세례자 요한》(1515？) 등의 전아(典雅)하고 우미한 종교화를 제작하여 색채화가로서 알려졌다.

## 마니에리슴

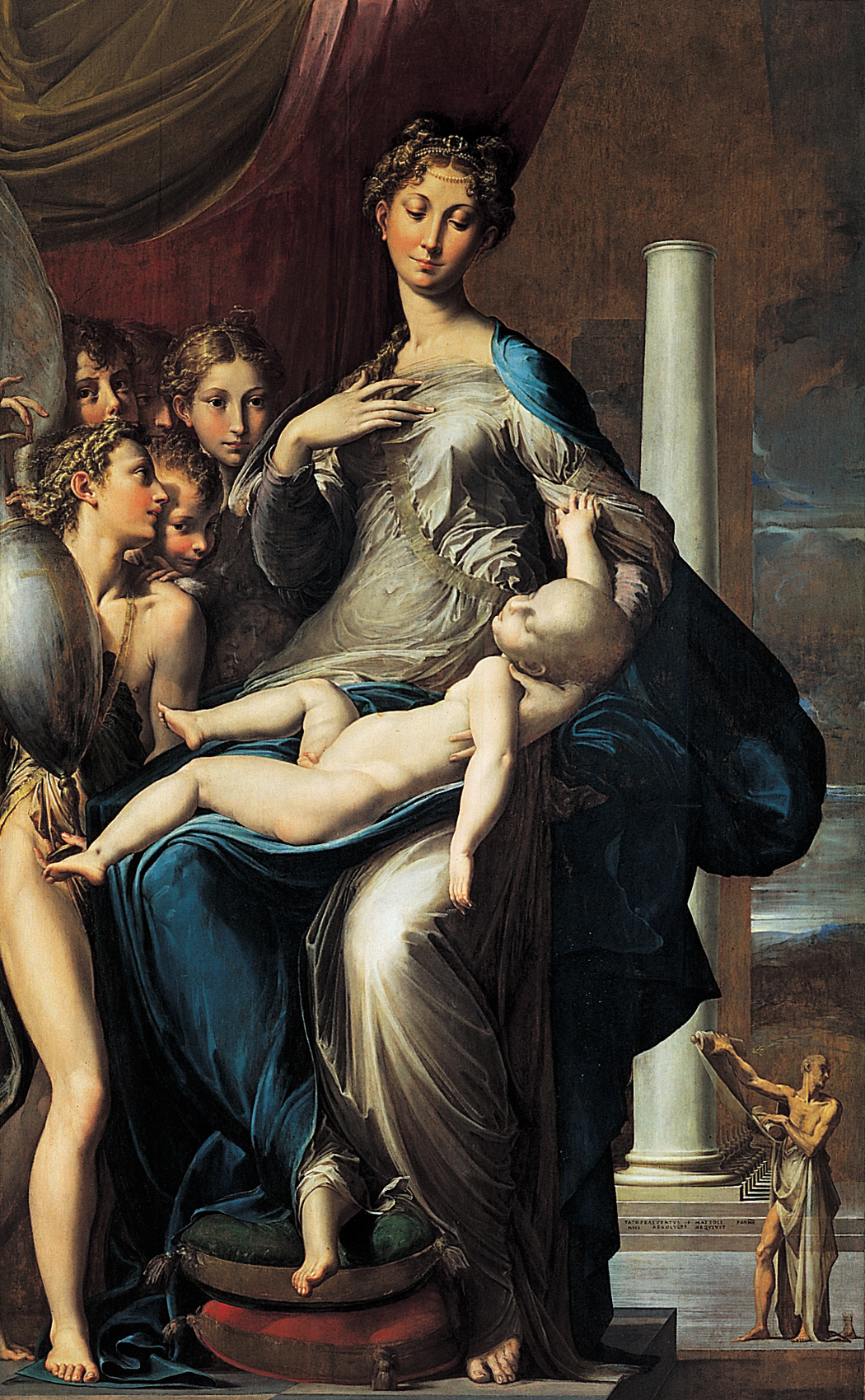
파르미자니노의 '목이 긴 성모' (1534-40)

성기 르네상스에 완성된 고전주의 예술의 뒤를 이어받아, 거의 1520년 경부터 17세기 초두에 걸쳐서 주로 회화를 중심으로 마니에리슴이 유행하였다. 20세기 초 무렵까지는 고전주의 예술을 기교적으로 모방하기만 한 쇠퇴기의 예술양식이라는 부정적인 견해가 강했지만, 제1차대전 전후부터 성기 르네상스 양식과는 다른 별개의 독립된 양식으로서 다시 그 의의가 재평가되게 되었다. 그 본질에 대해서는 르네상스에서 바로크로 가는 변천과정에서 생긴 이행기의 예술양식으로 잡는 견해(와이즈바하), 고전주의 양식의 완성된 표현에 대한 반발로서 특히 이탈리아에서 행하여진 반고전주의적 양식으로 보는 견해(W. 프리드렌더), 또한 넓게 16세기 유럽 전체의 정신적인 위기를 반영한 양식으로 보는 견해(드보르작), 르네상스 문화의 계속적인 발전으로서 그것의 고차원적 미적단계로 보는 견해(베케루치, 파조라, 브리간티, 프리드버그), 혹은 인간의 의식 깊이 잠재하는 비합리적인 것에 대한 충동의 발현이라 보는 견해(호케) 등이 있다.
이러한 양식을 낳게 한 역사적 조건으로서는 라파엘이나 미켈란젤로의 완성된 힘찬 표현에 대한 경도(傾倒), 독일, 특히 뒤러의 작품을 통해서 전해진 북방 고딕의 강렬한 표현주의의 전통, 황제 카를 5세의 군대에 의한 '로마의 약탈'(1527)이나 종교전쟁에서 볼 수 있는 것과 같은 혼란한 시대 특유의 사회적 불안, 퐁텐블로의 프랑수아1세나 피렌체의 코시모 대공을 비롯해 많은 예술 애호가 군주의 적극적인 보호정책을 들 수 있다. 표현은 극도로 세련된 기교, 곡선을 많이 쓴 복잡한 구성, 비뚤어진 원근법 등을 이용한 뜻하지 않은 구도, 명암의 콘트라스트나 복잡한 안길이의 표현에 의한 강렬한 효과, 환상적인 세부, 때로는 부자연스러운 프로포션이나 현실과 동떨어진 색채 등을 특색으로 하고, 자주 복잡한 우의적(寓意的), 추상적 내용도 포함하고 있다.
보통은 그 발전 단계를 제1기(1520경∼1540경, 폰토르모, 파르미자니노, 베카푸미 등), 제2기(1540경∼1570경, 브론치노, 바사리, 퐁텐블로파 등), 제3기(1570경∼1610경, 아르친보르드, 홀치우스, 스프란헤르, 엘 그레코, 틴토레토 등)로 나눈다. 또한 제2기 이래로 각국에 전해진 이탈리아·르네상스 예술의 성숙과 함께 마니에리슴이 국제양식으로서 퐁텐블로, 브뤼셀, 빈, 프라하 등의 궁정예술로서 전파되었다.
건축에서도 '로마의 약탈' 이후 1580년 경에 바로크적 경향이 현저하게 될 때까지의 양식은, 회화와 공통되는 개성적 스타일의 강조, 아카데미즘(⇒아카데미), 불안감과 자의식 과잉 등을 특색으로 하기 때문에 마니에리슴이라 부르고 성기 르네상스 및 바로크와 구별한다. 라파엘의 제자 줄리오 로마노는 모든 면에서 마니에리슴 건축가의 대표로 여겨지지만, 같은 시대의 미켈란젤로에 있어서는 개성적인 양식이 현저하며, 팔라디오나 비뇰라에게서는 개성적 양식과 동시에 아카데미즘이 현저하게 보여진다. 조각에 있어서 고도로 기교적인 세련된 표현(첼리니, 조반니·볼로냐)에도 마니에리슴의 개념은 적용된다.

## 17-18세기

### 바로크 회화
16세기의 마니에리슴에 있어서 지적(知的)인 편중은 복잡한 우의(寓意)를 즐겨 쓰기도 하여 그의 호기심과 유희성(遊戱性)은 환상적이기도 하고 에로틱하기도 한 작품을 만들어 세련된 유미주의(唯美主義)에 의해 귀족과 일부 지식계급의 주목을 끌었으나 과연 어느 정도로 대중의 심리를 파고들 수가 있었는가는 의문이다. 이에 대해 17세기의 이탈리아 회화는 카라바조의 사실주의와 카라치의 아카데미즘을 두 개의 축으로 하여 출발하나 이 양자가 모두 현실성과 감각성의 다과(多寡) 여하로 마니에리슴 회화와 구분되고 있다. 특히 종교화에 있어서는 반종교 개혁시대의 카톨릭 체제를 정비하는 트리엔트 공의회의 결정에 따라서 의문나는 전설이나 출처 불명의 주제를 배제하였다. 마리아 숭배, 성 베드로 숭배, 새로운 성인이나 순교자 숭배 등이 즐겨 묘사되고 있는 것이나 주제는 단순·명확해지고, 또한 종종 격렬한 감정표현을 그려내고 있다. 묘사법상으로 보아도 화면의 세부까지 균등한 강도(强度)로 그리는 것이 아니고, 주제의 명확을 위해 세부는 생략되는 수가 있다. 보는 사람의 감각이나 감정에 직접 호소하는 만큼 대중의 마음을 끄는 힘도 크다. 비종교화, 특히 궁전의 장식화 등속은 르네상스 이래의 고전신화가 역시 제재(題材)로 환영을 받으나, 거기에는 강한 현실감이 있어, 그 화려함은 왕후들의 권세의 표현으로서도 필요한 것이었다. 르네상스 이래, 고전 고대의 그리스 로마라기보다는 순수한 그리스 미술을 모르기 때문에 특히 로마 미술을 미의 이상으로 하여, 사실이 전제가 되면서도 자연으로부터 아름다운 형체를 선택하여 이상미를 창출하는 것이 중세적인 교양있는 화가의 할 일이라고 생각되었다. 볼로냐파뿐만 아니라, 모든 예술론의 주장도 그러하였기 때문에, 노골적인 사실보다는 이상미에 치우치기 쉬운 화가도 적지 않았다. 이 시대의 고전주의가 그것에 해당된다. 이상미는 또 틀에 박힌 것이 되기 쉬워, 여기에서부터 생기가 없는 아카데미즘이 퍼져간다.

### 카라바조파

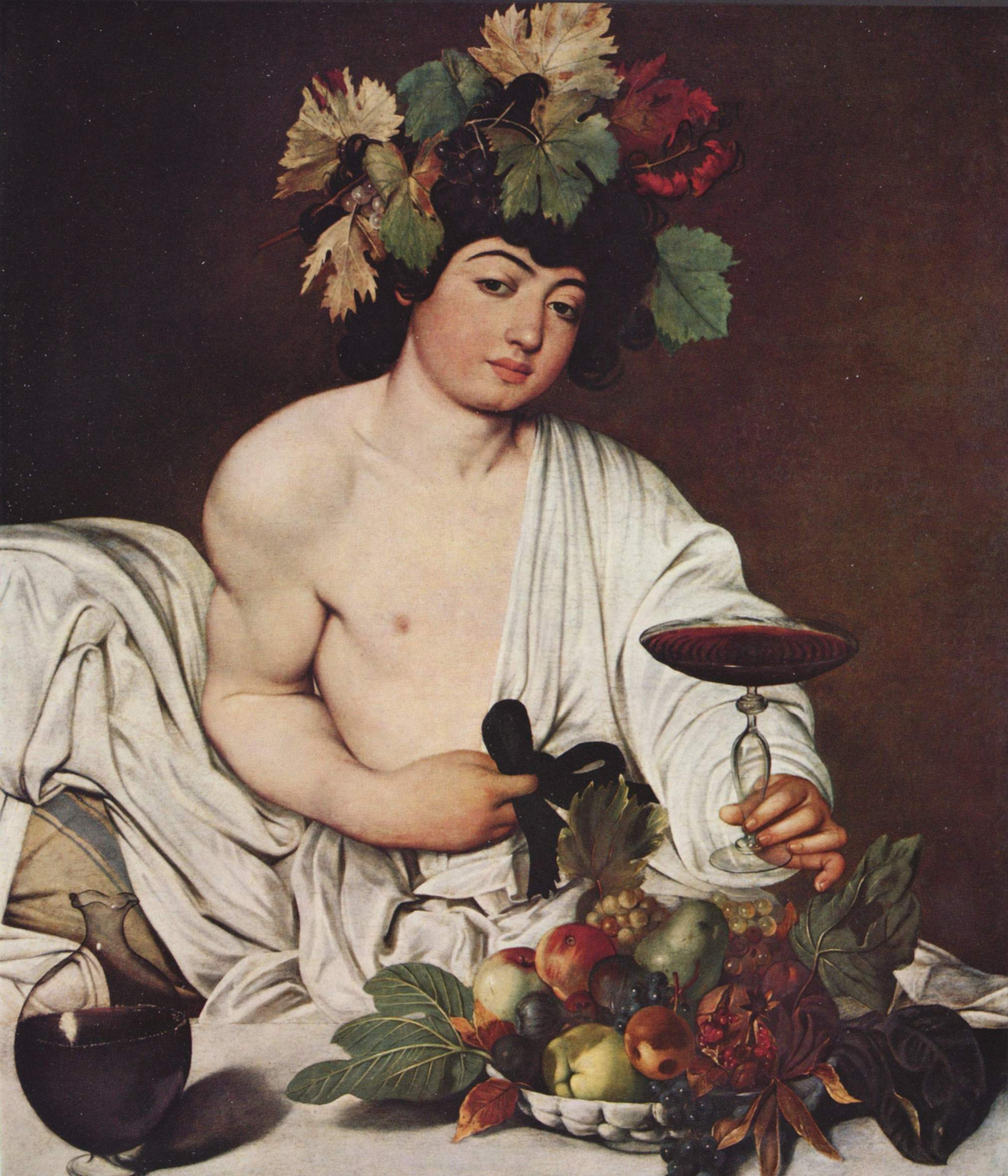
카라바조, 《바쿠스》, 1593-1597년 경

마니에리슴의 지적·유미적 예술은 카라바조(본명 미켈란젤로 메리시)에 의해서 충격을 받았다. 카라바조는 1590년 전후에는 로마로 나가 극히 사실적인 정물화(밀라노 암브로시아나 미술관)나 《바쿠스》(피렌체 우피치 미술관) 등을 그렸으나, 1590년대의 후반에는 산 루이지 데이 프란체시 성당을 위해 혁명적 작품을 제작하였다. 특히 《성(聖) 마테오의 초대》, 《성 마테오의 순교》에서는 그리스도나 사도를, 하층사회의 인간을 모델로 하여 추한 것도 아랑곳하지 않고 사실적으로 그렸다. 거기에다 강한 측면광선을 주어, 그 명암의 격렬한 대조에 의해 극적이며 현실보다 높은 차원의 세계를 만들었다. 그것은 미를 찾는 세계에서는 얻을 수 없는 정신적인 표현에 도달하고 있는 것이다. 오만불손하고 격하기 쉬운 기질을 가진 카라바조는 살인자로, 만년을 남부 이탈리아를 방랑하며 짧은 생애를 마쳤으나 로마 시대 최후의 《성모의 죽음》(1606, 파리 루브르 미술관)과 방랑 시절의 작품 《그리스도 탄생》(1608년경, 메시나 국립미술관) 등에서는 침울한 표현이 강하게 나타나 있다.
카라바조에서 받은 영향은 그가 로마를 떠난 1607년경에서 1620년경까지, 그 고장에 있으면서 강한 명암의 대비 때문에 테니브러스(tenebrous＝暗黑派)라고 불리던 화가들에게 그 자취가 가장 뚜렷이 남아 있어 그 중 독일인 엘스하이머, 프랑스인 발랭탱, 네덜란드인 테르브르흐·혼토르스트 등이 1620년 전후까지 알프스 북쪽에 이 화풍을 이식(移植)하였다. 이것이 그렇게 급속하게 보급될 수 있었언 것은 카라바조의 예술이 불러일으킨 미학이 기성(旣成)의 미학으로부터 반발을 받고 있었음에도 불구하고 그에 못지않게 젊은 예술가들이 품고 있던 열렬한 찬동(贊同)을 증명해 주는 것이다. 이탈리아인으로서는 로마에 있던 만프레디(1580∼1620), 사라체니(1585∼1652) 특히, 오라치오 젠틸레스키(1565∼1638) 등이 직접 이 화풍을 계승하였다.

### 나폴리파
카라바조가 만년에 작품활동을 한 나폴리의 조반니 바티스타 카라치올로(1570∼1637)도 무시할 수 없는 사람이나, 에스파냐의 후세페 리베라(1588∼1652)는 이곳에 살면서 카라바조의 종교적인 리얼리즘과 조명법(照明法)을 다소 통속화(通俗化)시키면서도 가장 잘 계승하였다.. 17세기 중기 이후 카라바시슴은 볼로냐파 등을 수용해 보다 복잡한 기교를 쓰고, 또한 카라바시슴도 회화의 기본적인 구성요소로 되어 누구에게나 이용되게 되는데, 마티아 프레티(1613∼1699), 루카 조르다노(1632∼1705) 등 대화면(大畵面)의 장식가(裝飾家)도 그 유파를 좇았다. 리베라의 영향을 받아 보다 로맨틱한 점에서 주목을 받은 것이 사르바토르 로사(1615∼1673)이다.

### 지방의 화가
도시국가의 전통이 강한 이탈리아 각지에서는 나폴리파 이외에도 로마로부터 독립하여 있는 화가들이 적지 않았다. 피렌체의 카를로 도르치, 볼로냐의 사소페라토는 종교화로, 베르가모의 바스케니스는 정물화로, 루벤스, 반 다이크가 체재하였던 제노바의 스트로치는 북방(北方) 바로크의 자극을 받은 종교화나 풍속화로, 비첸차의 마페이는 색채의 아름다움으로 각각 알려져 있었다. 또한 로마에서는 프랑스인 푸생과 로랭이 고전주의를 창달시켰고 나폴리에는 환상적인 건축 풍경화가 몬스 데미데리오가 있었다.

### 18세기 베네치아파
안토니오 카날 카날레토(1697∼1768), 프란체스코 그와르디(1712∼1793), 바티스타 티에폴로(1696∼1770) 등을 낳은 이 세기의 베네치아파는 다시금 황금시대를 맞게 된다. 소인물(小人物)이 점재(點在)하는 극명한 시가도(市街圖)를 취급하는 화가 카날레토는 영국에서, 티에폴로는 독일과 에스파냐에서도 활약한 대장식가이다. 그와르디는 인상주의적인 필치로 수향(水鄕)을 경쾌하게 그려 내었다.

### 신고전주의로의 이행
18세기 후반에는 신고전주의가 국제적으로 유행하나 무수한 고대유적을 간직하고 있는 로마는 판니니와 바토니가 있어 그 경향을 촉진시키고 있었으나 다수 외국인 가운데에 고대 미술사가(古代美術史家) 빈켈만의 이상의 보급자가 되었던 안톤 라파엘 멩스(1728∼1779)도 있었다. 프랑스의 루이 다비드도 이곳에서 《호라티우스 형제의 맹세》를 그렸다. 고대 미술의 고취자(鼓吹者)인 동판화가(銅版畵家) 조반니 바티스타 피라네시(1720∼1778)도 이곳에 살고 있었다. 그의 일련의 작품 《감옥(監獄)》은 신고전주의를 뛰어 넘어서 낭만주의에 접근하고 있다.

## 건축

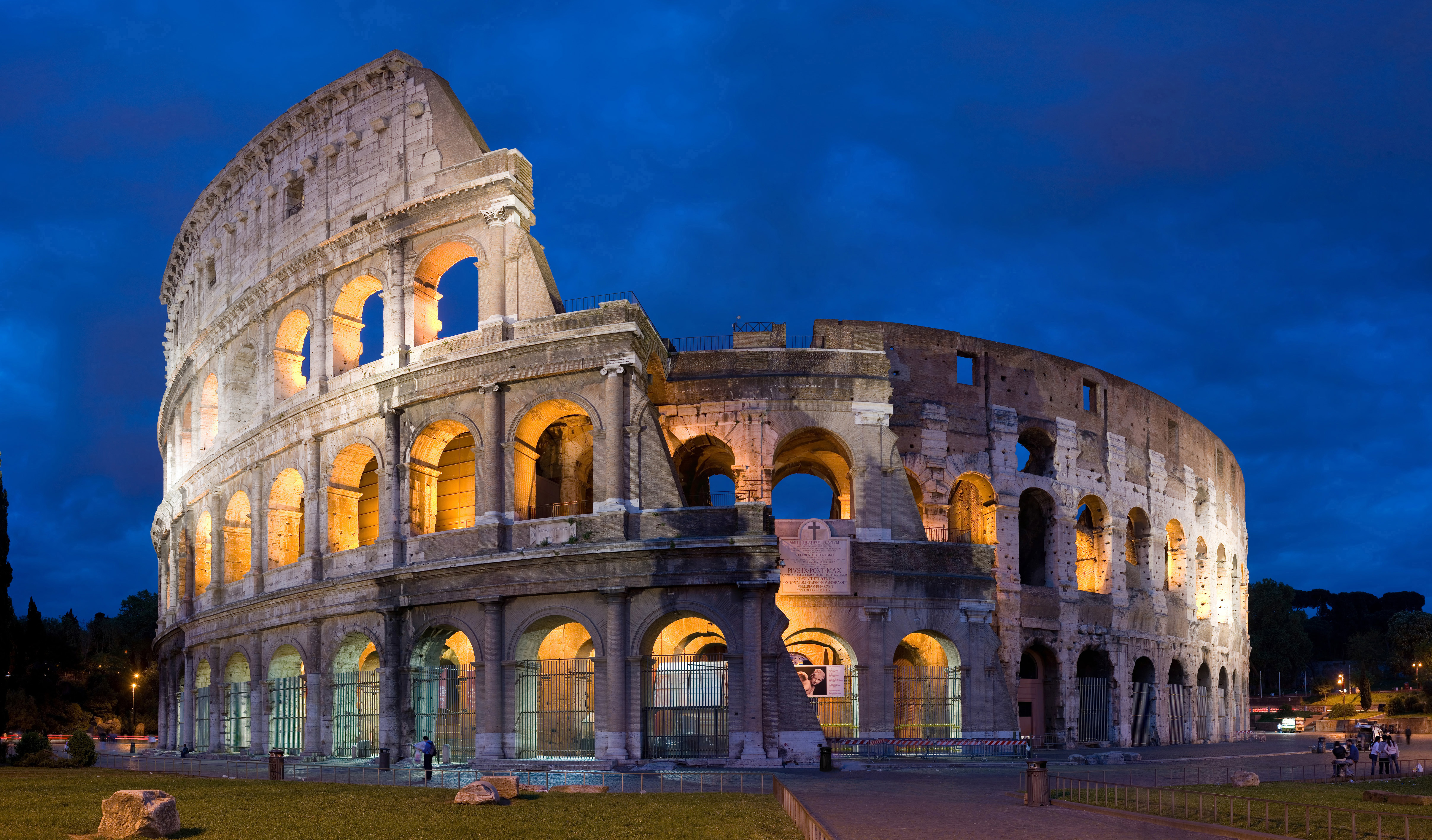
콜로세움

이탈리아 건축은 세계적으로도 매우 유명하다. 고대 로마 시기에는 아치, 돔 등을 이용하여 건물을 지었고, 이 건축양식이 14세기 후반과 16세기 사이의 르네상스 건축에 큰 영향을 주었다. 이후에도 그리스로마 양식은 신고전주의 건물들에 영향을 주었으며, 신고전주의는 영국, 오스트레일리아, 미국 등에서 17세기 후반과 20세기에 유행하여 귀족들과 상류층들이 주로 이 양식으로 자신들의 건물들을 짓고는 하였다. 이탈리아 초기에는 그리스와 에트루리아인들의 건축에 큰 영향을 받았으며, 이 것들이 이후 로마 양식으로 흡수되었다. 이후 고전 로마가 끝난 이후에는 르네상스에 또다시 고전 양식이 부활하고 르네상스 양식이 바로크 양식으로 바뀌었다. 기독교의 회당이자 중세 초기에 엄청나게 지어졌던 바실리카도 로마에서 처음으로 유래되었다. 바실리카는 주로 길고 직육면체로 지어졌으며, 거의 고대 로마 시대의 건물들과 비슷하게 지어져 모자이크와 장식이 풍부하다. 초기 기독교 미술과 건축도 자신들이 이교도로 불렀던 고대 로마의 영향을 크게 받았으며, 이 때문에 조각상, 모자이크, 그림들도 로마식으로 만들어 장식하였다. 이탈리아에서 처음 지어진 로마네스크 양식의 건물들은 800년대에 등장하였다. 한편 동쪽에서 전파된 비잔틴 양식도 로마에서 유행하였는데, 동로마 제국에서는 당시 로마 제국의 발달된 건축 기술을 보전하고 있었기에, 고대의 기술들마저 잃어버린 중세 유럽에서는 비잔틴 양식이 훨씬 진보적인 공법이었던 것이다. 이 영향을 많이 받은 건축물에는 베네치아의 성 마르코 대성당이 있다.

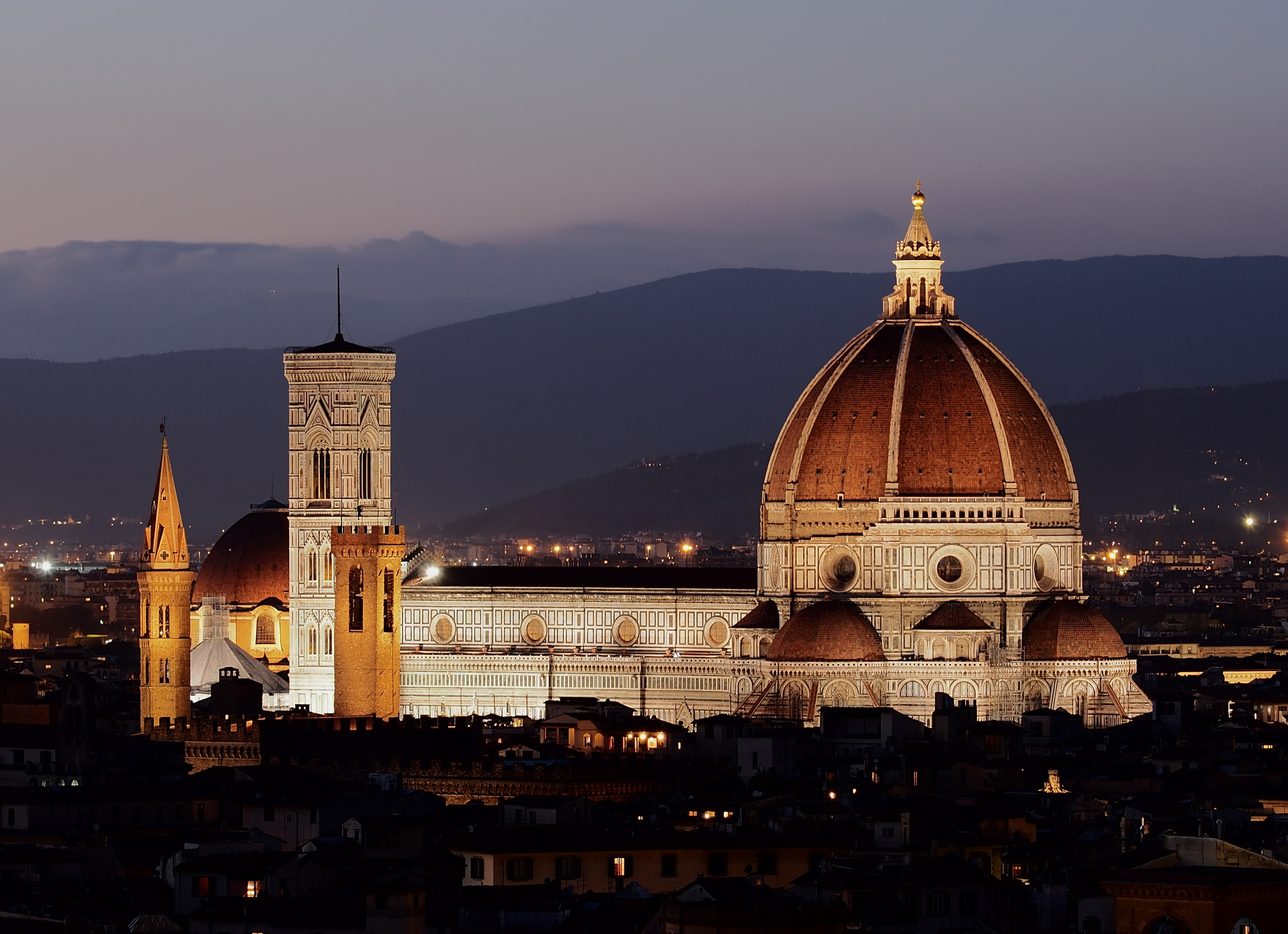
피렌체 대성당

로마네스크 양식은 800년대부터 1100년대까지 유행했으며, 이탈리아 건축에서 가장 화려하고 창조적인 건축양식들 중 하나로 평가받았다. 유명한 건물로는 피사의 사탑 등 피사 대성당 등이 있다. 로마에서 물려받은 아치, 창문, 기둥들을 주로 사용한 것이 특징이다. 이탈리아 로마네스크 양식의 주 특성은 바로 둥근 천장인데, 로마네스크 양식은 서구 건축에서 처음으로 둥근 천장이 사용된 예였다. 건축기술은 르네상스 들어 더욱 발전하였는데, 필리포 브루넬레스키는 피렌체 대성당의 거대한 돔을 지어 당시로는 상상도 하지 못했던 엄청난 규모의 돔을 짓는 것에 성공하기도 하였다. 또한 성 베드로 대성당도 이때 지어졌는데, 16세기 도나토 브라만테가 설계하였다. 안드레아 팔라디오는 빌라와 궁전들을 설계하여 전 유럽에 영향을 끼쳤다.
바로크 시대인 17세기 이탈리아에서는 여러 명건축가들이 탄생하였다. 특히 18세기 후반에 지어진 사보이가의 저택 스투피니지 궁전은 바로크 후반과 로코코 양식의 걸작으로 평가받기도 한다. 18세기 후반과 19세기 초, 이탈리아의 건축은 신고전주의의 영향을 크게 받았는데, 이로 인하여 이때 지어진 건물들 대부분이 고대 로마와 그리스의 건물들과 거의 유사한 생김새를 하고 있다. 파시스트가 호령하던 20세기에는 ‘노베첸토 운동’이 일어났는데, 고대 로마 제국의 영광을 되살리자는 예술 움직임이었다.

## 그림
이탈리아 회화는 서양 예술의 토대가 될 정도로 큰 영향을 끼쳤다. 로마 예술은 그리스의 영향을 받았으며, 사실상 고대 그리스 회화의 후계로 평가받았다. 로마인들은 자신 나름대로의 예술들을 개척하여 나갔으나, 현재는 남아있는 것들이 많이 없다. 현재 전해지는 로마 그림들은 캄파니아 등에서 발굴된 빌라 등의 유적에서 찾은 벽화들 밖에 없다. 판화는 로마네스크 기간 동안 동로마 제국의 영향을 받아 점차 유행을 타기 시작하였다. 13세기 중반, 중세 예술과 고딕 예술은 점차 대상을 더 사실적으로 묘사하기 시작하였으며, 부피와 입체를 표현하기 시작하였다. 치마부에와 그의 제자 조토 디 본도네가 당시 예술계를 이끌었다. 조토 디 본도네의 시대 이후, 이탈리아의 그림들은 이전보다 훨씬 자유로워졌고, 탈형식화되었다. 이 때문에 치마부에와 조토 디 본도네는 서구 중세 예술의 최고 거장들로 인정받기도 한다.
14세기에 본격적으로 시작하여 17세기 중반까지 지속된 이탈리아 르네상스 기간에, 이탈리아 회화는 황금기를 맞았다. 레오나르도 다빈치, 미켈란젤로, 라파엘로, 조반니 벨리니, 파올로 우첼로, 프라 안젤리코, 마사초, 피에로 델라 프란체스카, 안드레아 만테냐, 프라 필리포 리피, 조르조네, 틴토레토, 티치아노 베첼리오 등의 명화가들이 수도 없이 등장하였고, 인간 비례와 비율을 활용하여 이전과는 비교도 할 수 없을 정도로 아름다운 그림들을 남겼다. 이들은 수많은 예술 기법과 공법들을 새롭게 만들기도 하였다. 미켈란젤로는 특히 1500년에서 1520년까지 활동하였으며, 다비드 상, 피에타 상, 모세 상같은 걸작들을 후세에 남겼다. 르네상스에 활동한 또다른 조각가들에는 도나텔로, 필리포 브루넬레스키, 안드레아 델 베로치오, 로렌조 지베르티 등이 있다. 15세기와 16세기에 르네상스가 전성기를 찍었을 때에 르네상스 미술의 방식이나 형식을 계승하되 자신만의 독특한 양식에 따라 예술작품을 구현한 예술 사조인 매너리즘이 등장하였으며, 작가들은 의심, 개인의 고뇌 등을 작품 속에 그대로 담아넣어 표현하였다. 이전 작가들의 대표 격인 라파엘로가 숭고하고, 흠없는 처녀들을 그렸다면 이후의 작가들은 당황하고 분노한 표정들을 그림 속에 그대로 표현하였던 것이다. 17세기 바로크 시대에는 카라바조, 마티아 프레티, 카를로 사라체니, 바르톨로메오 만프레디 등의 화가들이 활동하였다. 18세기에는 프랑스 로코코 양식의 영향을 받았으며, 조반니 바티스타 티에폴로와 카날레토 등의 예술가들이 활동하였다. 이탈리아의 신고전주의 양식에서는 안토니오 카노바 등이 활동하였다.
19세기, 낭만주의가 득세하던 이탈리아에서는 프란체스코 하예즈, 주세페 베주올리, 프란체스코 포데스티 등이 활동하였다. 프랑스에서는 이후 인상주의 화풍이 들여왔고, 조반니 파토리, 조반니 볼디니 등이 이끌었다. 사실주의 화가로는 주세페 펠리자 다 볼페도 등이 있다. 20세기에는 과학의 비약적인 발전과 함께 미래주의가 유행하였으며, 움베르토 보치오니와 자코모 발라 등이 주로 활동하였다. 미래주의는 이후 브루노 카루소나 레나토 구토소 같은 화가들에게도 영향을 미쳤다.

## 같이 보기
- 이탈리아 문학
- 이탈리아의 역사

## 참고 문헌
- 이 문서에는 다음커뮤니케이션(현 카카오)에서 GFDL 또는 CC-SA 라이선스로 배포한 글로벌 세계대백과사전의 내용을 기초로 작성된 글이 포함되어 있습니다.